# ماريو أورتيز رويز
ماريو أورتيز رويز (بالإسبانية: Mario Ortiz Ruiz)‏ (24 مارس 1989 في إسبانيا - ) هو لاعب كرة قدم إسباني في مركز الوسط. لعب مع إسبانيول وراسينغ سانتاندير ونادي ألباسيتي ونادي كاستييون ونادي كونكينسي وCD Puertollano ‏.

## وصلات خارجية
- ماريو أورتيز رويز على موقع قاعدة بيانات كرة القدم.إي يو (الإنجليزية)
- ماريو أورتيز رويز على موقع Soccerbase.com (لاعب) (الإنجليزية)
- ماريو أورتيز رويز على موقع Soccerway.com (الإنجليزية)
- ماريو أورتيز رويز على موقع عالم كرة القدم.نت (الإنجليزية)
- ماريو أورتيز رويز على موقع AS.com (الإسبانية)